# Microsoft Money
Microsoft Money es un software de finanzas personales descontinuado. Está diseñado para ordenadores con Microsoft Windows, aunque también existen versiones de Windows Mobile (5.0 y 6.0).
La versión publicada en agosto de 2007 se llama Microsoft Money Plus y viene en cuatro ediciones: Essentials, Deluxe, Premium y Home & Business.
La versión más reciente de Microsoft Money, publicada en agosto de 2010 (ahora llamada Microsoft Money Plus), se distribuye de manera gratuita en dos versiones y solamente en dos idiomas (inglés y japonés):
- Microsoft Money Plus Sunset, que reemplazará a las ediciones Microsoft Money Essentials, Deluxe, Premium y Home and Business.

- Money Plus Home & Business Sunset, que reemplazará a las ediciones Home y Business.

El 10 de junio de 2009, Microsoft anunció que retiraría de la venta el programa a partir del 30 de junio del 2009.
El 5 de agosto de 2010 se anuncia Microsoft Plus Sunset.